# 聖元
聖元（1400年），《明史·安南傳》作元聖，是越南大虞国胡朝胡季犛的年号，共计1年。

## 纪年
| 聖元 | 元年     |
| ---- | -------- |
| 公元 | 1400年   |
| 干支 | 庚辰     |
| 明朝 | 建文二年 |